# 大眼卉鱂
大眼卉鱂，為輻鰭魚綱鯉齒目鯉齒亞目花鳉科的其中一種，分布於非洲貝南、奈及利亞、多哥、喀麥隆的淡水流域，體長可達4公分，棲息在植被生長的淺水溪流、溝渠、濕地，屬肉食性，以蠕蟲、甲殼類、昆蟲等為食，生活習性不明，可做為觀賞魚。

## 擴展閱讀
維基物種上的相關：大眼卉鱂